# Anthurium hastifolium
Anthurium hastifolium är en kallaväxtart som beskrevs av Luis Aloysius, Luigi Sodiro. Anthurium hastifolium ingår i släktet Anthurium och familjen kallaväxter. Inga underarter finns listade.